# Ferde vonal
A ferde vonal vagy törtvonal ( / ) (olykor a köznyelvben: „perjel”) jobbra dőlő vonal, az írásjelek egyike, amely többek közt a vagylagosságot vagy az osztást fejezi ki.

## A köznyelvben
A ferde vonal gyakran vagylagosságot jelöl, amikor több opció közül kínál választási lehetőséget (pl. Tisztelt Hölgyem/Uram). Jelölhet tört számokat is (pl. 2/3), valamint folyó szövegben a (vers)sorok határát (szóközökkel határolva), továbbá alárendelt egységek elkülönítését (pl. IV/3-as körzet, 4/a osztály, Váci út 2/B . Az egyes egységekre jutó értéket is jelölheti (pl. 300 Ft/db). Olykor a dátummegadásra (keltezésre) is használatos (pl. 2010/10/20), bár a szabályzat nem támasztja alá ezt az írásmódot.

## A szaktudományokban
- A  matematikában az osztást jelöli (mindkét oldalán egy-egy szóközzel), illetve (szóközök nélkül) természetesen itt is használható a közönséges törtek folyó szövegben való ábrázolására (pl. 2/3). Törtvonallal jelöljük a faktorcsoport, illetve a faktorgyűrű képzését is.
- A számítástechnikában bizonyos operációs rendszerekben egy adatállomány elérési útvonalának megadásakor használatos az egyes mappák elválasztására. Az URL-ekben a protokollt kettős perjel követi, a mappákat pedig egyszeres választja el.
- A nyelvészetben egy szó fonémikus átírását teszik ferde vonalak közé (szemben a szoros átírást jelölő, fonetikus átírással, amit szögletes zárójelek között adnak meg).

## Lásd még
- fordított törtvonal ( \ )
- osztásjel ( ÷ )